# 廿里铺站
廿里铺站是位于宁夏回族自治区原州区开城镇的一个铁路车站，邮政编码756000。车站建于1995年，有宝中铁路经过该站，现不办理客运业务，仅办理货运业务，车站及其上下行区间均已电气化。车站距离宝鸡站284公里，隶属兰州铁路局，是四等站。
1. ↑  有关“家”文化,企业的推动力——固原车务段企业文化建设的实践
2. ↑  铁道部电子计算技术中心, 铁道部运输局. . 北京: 中国铁道出版社. 1998: 92. ISBN 9787113030995.